# Carlos Steel
Carlos G. Steel (* 8. November 1944 in Sleidinge, Provinz Ostflandern, Belgien) ist ein belgischer (flämischer) Klassischer Philologe und Philosophiehistoriker auf dem Gebiet der antiken und spätantiken sowie der mittelalterlichen Philosophie.
Carlos Steel ist emeritierter Professor für antike und mittelalterliche Philosophie und Inhaber des Lehrstuhls für Thomistische Philosophie am Institut für Philosophie der Katholieke Universiteit Leuven. Zugleich war er Direktor des dortigen De Wulf – Mansion Centre for Ancient, Medieval and Renaissance Philosophy. Promoviert worden war er 1974 ebendort mit einer Dissertation zu The Changing Self. A Study on the Soul in Later Neoplatonism. Seit 2003 ist er Mitglied der Päpstlichen Akademie des hl. Thomas von Aquin. Er ist zudem Mitglied des Vorstands der Société internationale pour l'étude de la philosophie médiévale.
Im Bereich der antiken und spätantiken Philosophie veröffentlichte Steel verschiedene Arbeiten zum Neuplatonismus. Darunter ragt eine dreibändige Edition des Kommentars des Proklos zum Dialog Parmenides des Platon hervor. Eine traditionell dem Simplikios zugeschriebene Schrift, einen Kommentar zur Abhandlung De anima des Aristoteles, weist er, nicht unumstritten, dem Neuplatoniker Priskianos Lydos zu. Weitere Arbeiten sind der Rezeption von zoologischen Schriften des Aristoteles sowie des Timaios Platons in Mittelalter und Renaissance gewidmet.
Im Bereich der christlichen Autoren ist Steel Mitherausgeber einer Schrift des Maximus Confessor. Im Bereich der mittelalterlichen Philosophie veröffentlichte er wesentliche Arbeiten insbesondere zu Thomas von Aquin und Albertus Magnus, aber etwa auch zu dem Philosophen Henricus Bate und dem muslimischen Gelehrten Averroes.
Seit 2003 ist er leitender Herausgeber des Aristoteles Latinus, Mitglied des Herausgebergremiums der Opera omnia des Albertus Magnus und der Series Graeca des Corpus Christianorum.

## Schriften (Auswahl)
- The Changing Self. A Study on the Soul in Later Neoplatonism: Iamblichus, Damascius and Priscianus. Brüssel, 1978.
- (Hrsg. mit C. Laga): Maximus Confessor, Quaestiones ad Thalassium, with the translation of John Scot Eriugena. Leuven, Brepols 1980–1990.
- (Hrsg. mit Pamela Huby): Priscian, On Theophrastus on Sense-Perception with Simplicius’ On Aristotle on the Soul 2.5-12. (The Ancient Commentators on Aristotle, 28). London, 1997; 2. Auflage, 2014. – Rezension von Inna Kupreeva, Bryn Mawr Classical Review 1999.10.18
- (Hrsg.): Henricus Bate, Speculum Divinorum et Quorundam Naturalium. 4 Bände. Leuven, 1990–1996.
- (Hrsg. mit Guy Guldentops, Pieter Beullens): Aristotle’s Animals in the Middle Ages and Renaissance (= Mediaevalia Lovaniensia, Serie 1: Studia. Band 27). Leuven University Press, Leuven 1999, ISBN 90-6186-973-0.
- (Hrsg. mit Alain-Philippe Segonds): Proclus et la Théologie Platonicienne. Actes du Colloque International de Louvain (13–16 mai 1998). En l’honneur de H. D. Saffrey et L. G. Westerink. Leuven/Paris 2000.
- (Hrsg. mit Marc Geoffroy): Averroès, La béatitude de l’âme. Vrin, Paris 2001.
- Der Adler und die Nachteule. Thomas und Albert über die Möglichkeit der Metaphysik. Aschendorff, Münster 2001.
- (Hrsg. mit Jan Opsomer): Proclus, On the Existence of Evils. Translation with Introduction and Notes. (The Ancient Commentators on Aristotle, 49). Duckworth, London – Cornell University Press, Ithaca 2003. – Rezension von Wayne Hankey, Bryn Mawr Classical Review 2003.12.07
- The Effect of the Will on Judgement: Thomas Aquinas on Faith and Prudence. In: Th. Pink, M.W.F. Stone (Hrsg.), The Will and Human Action: From Antiquity to the Present Day. London 2004, S. 78–98.
- Thomas Aquinas on preferential love. In: Th. Kelly, Ph. Rosemann (Hrsg.), Amor Amicitiae. Leuven-Paris 2004, S. 437–458.
- Thomas’ Lehre von den Kardinaltugenden. In: Andreas Speer (Hrsg.), Thomas von Aquin. Die Summa Theologiae: Werkinterpretationen. De Gruyter, Berlin 2005, S. 322–342.
- (Hrsg. mit Thomas Leinkauf): Platons Timaios als Grundtext der Kosmologie in Spätantike, Mittelalter und Renaissance. Leuven 2005.
- (Hrsg.): Procli in Platonis Parmenidem commentaria. 3 Bände. (Oxford Classical Texts). Oxford University Press, Oxford 2007–2009. – Rezension über Band 3 von Sarah Klitenic Wear, Bryn Mawr Classical Review 2011.03.66
- (Hrsg.): Aristotle’s Metaphysics Alpha (with an edition of the Greek text by Oliver Primavesi). (= Symposium Aristotelicum, 18). Oxford University Press, Oxford 2012. – Rezension von Leone Gazziero, Bryn Mawr Classical Review 2013.07.36
- (Hrsg. mit Steven Vanden Broecke, David Juste, Shlomo Sela): The Astrological Autobiography of a Medieval Philosopher: Henry Bate’s Nativitas (1280-81). (Ancient and Medieval Philosophy Series 1, 17). Leuven University Press, Leuven 2018. – Rezension von Justin Lake, Bryn Mawr Classical Review 2019.09.58
- (Hrsg.): Proclus, Commentaire sur le premier livre des "Eléments" d’Euclide. Vrin, Paris 2022.